# Stary Bugaj
Stary Bugaj – kolonia w Polsce położona w województwie opolskim, w powiecie oleskim, w gminie Rudniki.
W latach 1954–1956 wieś należała i była siedzibą władz gromady Bugaj, po jej zniesieniu w gromadzie Cieciułów. 
W latach 1975–1998 miejscowość położona była w województwie częstochowskim.
Przed 2023 r. miejscowość była częścią kolonii Nowy Bugaj.

## Zabytki
Do wojewódzkiego rejestru zabytków wpisany jest:
- dwór, z poł. XVIII w., 1832 roku.